# Arachnothryx mexicana
Arachnothryx mexicana là một loài thực vật có hoa trong họ Thiến thảo. Loài này được (Turcz.) Borhidi mô tả khoa học đầu tiên năm 2001.